# John Wheeler (1823–1906)
John Wheeler (ur. 11 lutego 1823 w Humphreysville (obecnie Seymour), zm. 1 kwietnia 1906 w Nowym Jorku) – amerykański polityk, członek Partii Demokratycznej.

## Działalność polityczna
W okresie od 4 marca 1853 do 3 marca 1857 przez dwie kadencje był przedstawicielem 6. okręgu wyborczego w stanie Nowy Jork w Izbie Reprezentantów Stanów Zjednoczonych.